# Insectivore
Insectivorele reprezintă un ordin de mamifere.
Caracteristicile esențiale ale ordinului, caracteristici care au dus la crearea acestuia și încadrarea sa cu specii sunt:
1. pielea cu păr; cel mult amfibii; dentiție heterodontă și difiodontă;
2. membrele anterioare și posterioare terminate cu gheare;
3. mamifere neadaptate la zbor (fără patagiu); înălțimea mandibulei în dreptul caninului mai mică decât înălțimea mandibulei măsurată în dreptul ultimului molar;
4. urechile mai scurte decât două lățimi. Incisivii superiori nu au formă de daltă, lipsește a doua pereche de incisivi de la fața lor linguală;
5. două sau mai multe perechi de incisivi superiori; diastema absentă;
6. caninii superiori scurți (cu excepția cârtițelor); capul alungit și botul în formă de trompă (mai ales la chițcani).

Mamifere digitigrade, de talie mică, cu dinți ascuțiți, între care nu se poate face diferență. Hrana lor este constituită din insecte. Această grupă include aricii și cârtițele. Ei au un bot lung, dinți mici, fiecare labă are câte 5 degete. Sistemul nervos este slab dezvoltat, având emisferele cerebrale netede și mici. Mediile lor de viață sunt cele subteran și terestru. Au cozi mici.

## Clasificarea insectivorelor
| Ordin       | Familie         | Subfamilie    | Gen             |
| Insectivora | Chrysochloridae | -             | Amblysomus      |
| Insectivora | Chrysochloridae | -             | Calchochloris   |
| Insectivora | Chrysochloridae | -             | Chlorotalpa     |
| Insectivora | Chrysochloridae | -             | Chrysochloris   |
| Insectivora | Chrysochloridae | -             | Chrysospalax    |
| Insectivora | Chrysochloridae | -             | Cryptochloris   |
| Insectivora | Chrysochloridae | -             | Ermitalpa       |
| Insectivora | Erinaceidae     | Erinaceinae   | Atelerix        |
| Insectivora | Erinaceidae     | Erinaceinae   | Erinaceus       |
| Insectivora | Erinaceidae     | Erinaceinae   | Hemiechinus     |
| Insectivora | Erinaceidae     | Erinaceinae   | Mesechinus      |
| Insectivora | Erinaceidae     | Hylomyinae    | Echinosorex     |
| Insectivora | Erinaceidae     | Hylomyinae    | Hylomys         |
| Insectivora | Erinaceidae     | Hylomyinae    | Podogymnura     |
| Insectivora | Nesophontidae   | -             | Nesophontes     |
| Insectivora | Solenodontidae  | -             | Solenodon       |
| Insectivora | Soricidae       | Crocidurinae  | Congosorex      |
| Insectivora | Soricidae       | Crocidurinae  | Crocidura       |
| Insectivora | Soricidae       | Crocidurinae  | Diplomesodon    |
| Insectivora | Soricidae       | Crocidurinae  | Feroculus       |
| Insectivora | Soricidae       | Crocidurinae  | Myosorex        |
| Insectivora | Soricidae       | Crocidurinae  | Paracrocidura   |
| Insectivora | Soricidae       | Crocidurinae  | Ruwenzorisorex  |
| Insectivora | Soricidae       | Crocidurinae  | Scutisorex      |
| Insectivora | Soricidae       | Crocidurinae  | Solisorex       |
| Insectivora | Soricidae       | Crocidurinae  | Suncus          |
| Insectivora | Soricidae       | Crocidurinae  | Surdisorex      |
| Insectivora | Soricidae       | Crocidurinae  | Sylvisorex      |
| Insectivora | Soricidae       | Soricinae     | Anourosorex     |
| Insectivora | Soricidae       | Soricinae     | Blarina         |
| Insectivora | Soricidae       | Soricinae     | Blarinella      |
| Insectivora | Soricidae       | Soricinae     | Chimarrogale    |
| Insectivora | Soricidae       | Soricinae     | Cryptotis       |
| Insectivora | Soricidae       | Soricinae     | Megasorex       |
| Insectivora | Soricidae       | Soricinae     | Nectogale       |
| Insectivora | Soricidae       | Soricinae     | Neomys          |
| Insectivora | Soricidae       | Soricinae     | Notiosorex      |
| Insectivora | Soricidae       | Soricinae     | Sorex           |
| Insectivora | Soricidae       | Soricinae     | soriculus       |
| Insectivora | Talpidae        | Desmaninae    | Desmana         |
| Insectivora | Talpidae        | Desmaninae    | Galemys         |
| Insectivora | Talpidae        | Talpinae      | Condylura       |
| Insectivora | Talpidae        | Talpinae      | Euroscaptor     |
| Insectivora | Talpidae        | Talpinae      | Mogera          |
| Insectivora | Talpidae        | Talpinae      | Nesoscaptor     |
| Insectivora | Talpidae        | Talpinae      | Neurothricus    |
| Insectivora | Talpidae        | Talpinae      | Parascalops     |
| Insectivora | Talpidae        | Talpinae      | Parascaptor     |
| Insectivora | Talpidae        | Talpinae      | Scalopus        |
| Insectivora | Talpidae        | Talpinae      | Scapanulus      |
| Insectivora | Talpidae        | Talpinae      | Scapanus        |
| Insectivora | Talpidae        | Talpinae      | Scaptochirus    |
| Insectivora | Talpidae        | Talpinae      | Scaptonyx       |
| Insectivora | Talpidae        | Talpinae      | Talpa           |
| Insectivora | Talpidae        | Talpinae      | Urothricus      |
| Insectivora | Talpidae        | Uropsilinae   | Uropsillus      |
| Insectivora | Tenrecidae      | Geogalinae    | Geogale         |
| Insectivora | Tenrecidae      | Oryzorictinae | Limnogale       |
| Insectivora | Tenrecidae      | Oryzorictinae | Microgale       |
| Insectivora | Tenrecidae      | Oryzorictinae | Oryzorictes     |
| Insectivora | Tenrecidae      | Potamogalinae | Micropotamogale |
| Insectivora | Tenrecidae      | Potamogalinae | Potamogale      |
| Insectivora | Tenrecidae      | Tenrecinae    | Echinops        |
| Insectivora | Tenrecidae      | Tenrecinae    | Hemicentetes    |
| Insectivora | Tenrecidae      | Tenrecinae    | Setifer         |
| Insectivora | Tenrecidae      | Tenrecinae    | Tenrec          |